# Leichtathletik-Weltmeisterschaften 2015/Hammerwurf der Männer

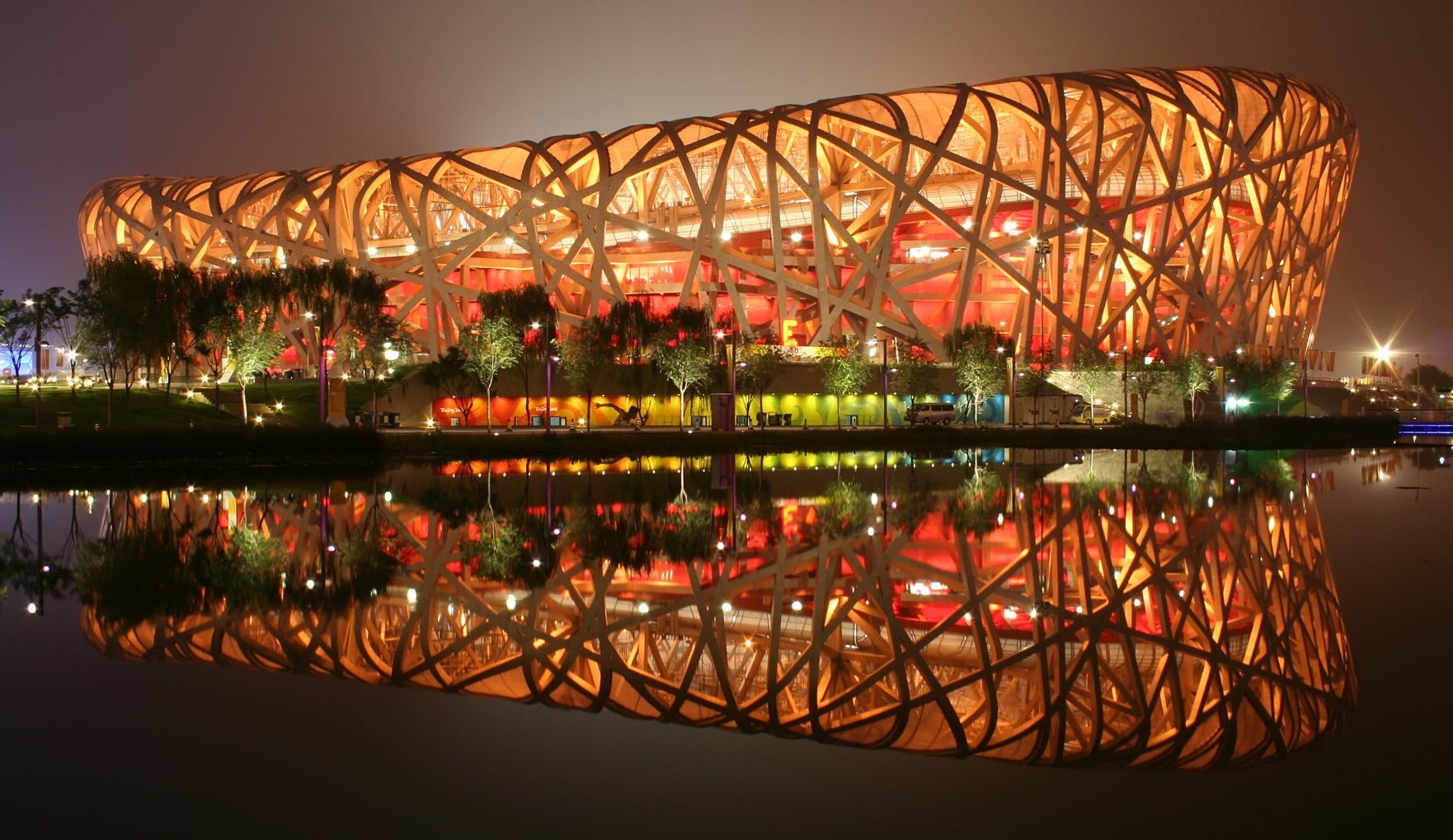
Das Nationalstadion Peking während der Weltmeisterschaften

Der Hammerwurf der Männer bei den Leichtathletik-Weltmeisterschaften 2015 wurde am 22. und 23. August 2015 im Nationalstadion der chinesischen Hauptstadt Peking ausgetragen.
In diesem Wettbewerb errangen die Hammerwerfer aus Polen mit Gold und Bronze zwei Medaillen. Weltmeister wurde der Titelverteidiger und Vizeeuropameister von 2014 Paweł Fajdek.

Rang zwei belegte der dreifache Asienmeister (20092013/2015), zweifache Vizeasienmeister (2005/2007) und Dritte der Asienmeisterschaften von 2003 Dilschod Nasarow aus Tadschikistan.

Bronze ging an Wojciech Nowicki.

## Rekorde
| Weltrekord           | Jurij Sedych | 86,74 m | Stuttgart, BR Deutschland (heute Deutschland) | 30. August 1986 |
| Meisterschaftsrekord | Iwan Zichan  | 83,63 m | WM in Osaka, Japan                            | 27. August 2007 |

Der bestehende WM-Rekord wurde bei diesen Weltmeisterschaften nicht eingestellt und nicht verbessert.

## Legende
Kurze Übersicht zur Bedeutung der Symbolik – so üblicherweise auch in sonstigen Veröffentlichungen verwendet:
| – | verzichtet |
| x | ungültig   |

## Qualifikation
Die Qualifikation wurde in zwei Gruppen durchgeführt. Die Qualifikationsweite betrug 77,00 m. Da nur zwei Athleten diese Weite übertrafen (hellblau unterlegt), wurde das Finalfeld mit den nächstbesten Athleten beider Gruppen auf zwölf Werfer aufgefüllt (hellgrün unterlegt). Für die Finalteilnahme waren schließlich 74,51 m zu erbringen.

## Gruppe A

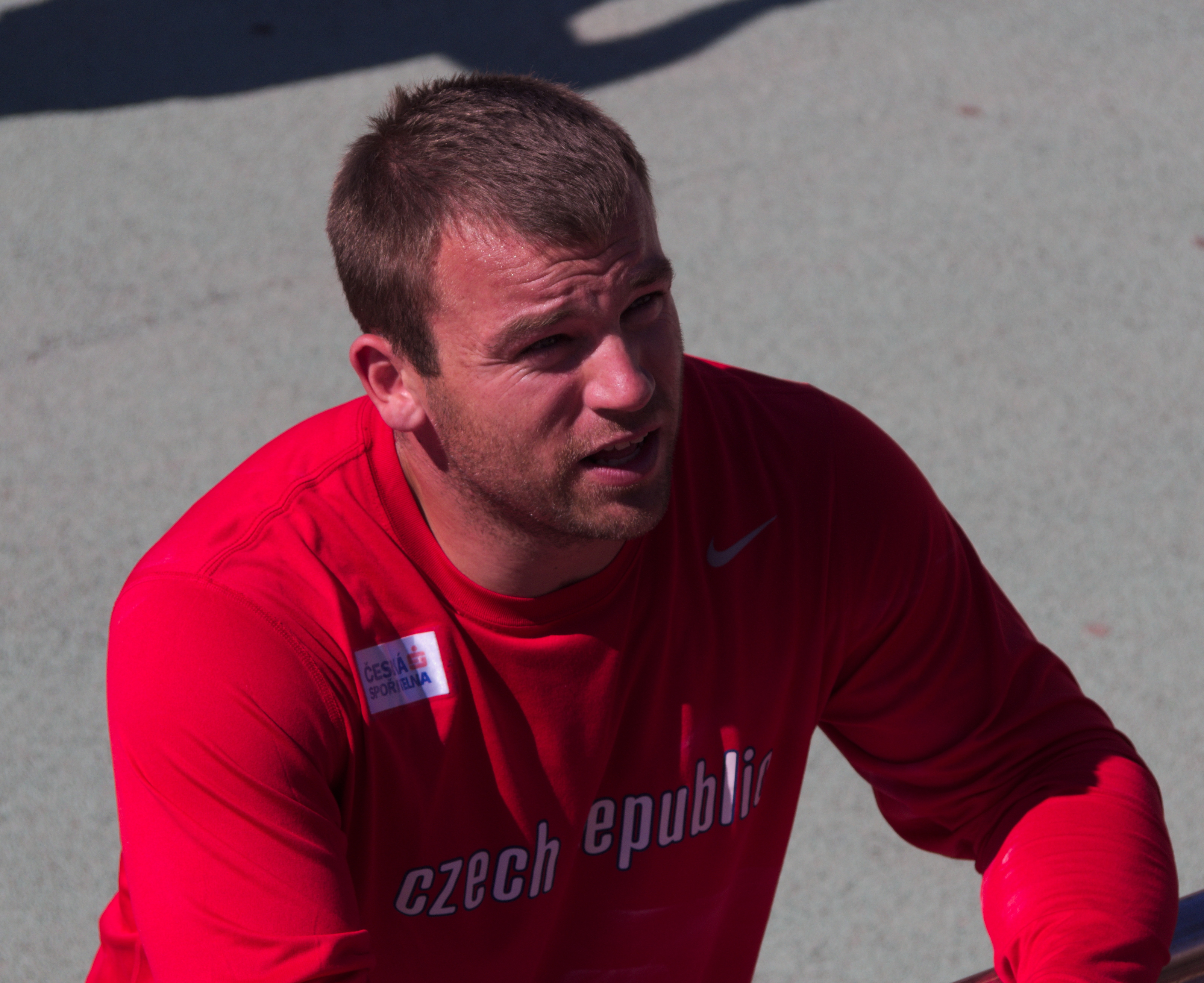
Lukáš Melich erzielte in seiner Qualifikationsgruppe A 72,12 m und scheiterte damit in der Qualifikation

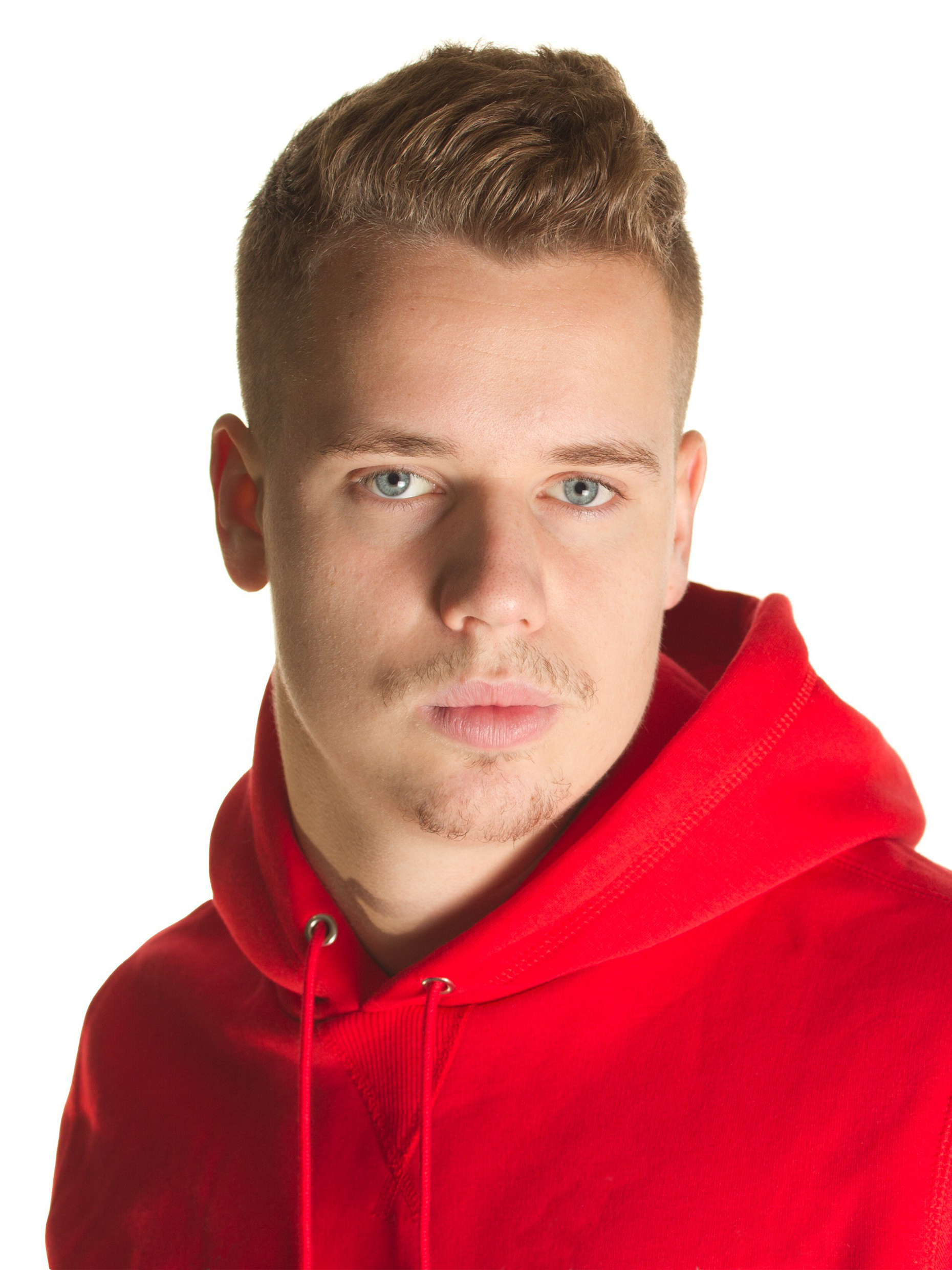
Bence Pásztor – ausgeschieden in Qualifikationsgruppe A mit 71,14 m

22. August 2015, 9:30 Uhr (3:30 Uhr MESZ)
| Platz | Athlet            | Land           | 1. Versuch | 2. Versuch | 3. Versuch | Weite (m) |
| ----- | ----------------- | -------------- | ---------- | ---------- | ---------- | --------- |
| 01    | Paweł Fajdek      | Polen          | 76,46      | 78,38      | –          | 78,38     |
| 02    | Nick Miller       | Großbritannien | 77,42      | –          | –          | 77,42     |
| 03    | David Söderberg   | Finnland       | 73,30      | 75,96      | 75,42      | 75,96     |
| 04    | Dilschod Nasarow  | Tadschikistan  | 74,86      | 75,56      | –          | 75,56     |
| 05    | Marcel Lomnický   | Slowakei       | 73,10      | x          | 74,51      | 74,51     |
| 06    | Jewhen Wynohradow | Ukraine        | 71,01      | x          | 74,09      | 74,09     |
| 07    | Kibwe Johnson     | USA            | 71,72      | 73,75      | 73,33      | 73,75     |
| 08    | Juryj Schajunou   | Belarus        | x          | 72,07      | 72,87      | 72,87     |
| 09    | Marco Lingua      | Italien        | 72,01      | x          | 72,85      | 72,85     |
| 10    | Lukáš Melich      | Tschechien     | 71,89      | 70,11      | 72,12      | 72,12     |
| 11    | Wagner Domingos   | Brasilien      | 71,35      | 71,82      | x          | 71,82     |
| 12    | A. G. Kruger      | USA            | x          | 71,56      | x          | 71,56     |
| 13    | Pawel Barejscha   | Belarus        | x          | 71,41      | 71,23      | 71,41     |
| 14    | Suhrob Xoʻjayev   | Usbekistan     | 70,45      | 70,99      | 71,24      | 71,24     |
| 15    | Bence Pásztor     | Ungarn         | 71,10      | 70,60      | 71,14      | 71,14     |

## Gruppe B
22. August 2015, 10:55 Uhr (4:55 Uhr MESZ)
| Platz | Athlet                | Land           | 1. Versuch | 2. Versuch | 3. Versuch | Weite (m) |
| ----- | --------------------- | -------------- | ---------- | ---------- | ---------- | --------- |
| 01    | Sergei Litwinow jr.   | Russland       | 74,75      | 76,79      | –          | 76,79     |
| 02    | Wojciech Nowicki      | Polen          | 75,52      | x          | 76,72      | 76,72     |
| 03    | Ashraf Amgad el-Seify | Katar          | 72,01      | 75,03      | 76,51      | 76,51     |
| 04    | Mostafa Elgamel       | Ägypten        | 75,48      | x          | 74,06      | 75,48     |
| 05    | Krisztián Pars        | Ungarn         | 75,37      | 74,41      | 75,02      | 75,37     |
| 06    | Roberto Janet         | Kuba           | x          | 74,77      | 75,28      | 75,28     |
| 07    | Tuomas Seppänen       | Finnland       | 74,74      | x          | 73,43      | 74,74 SB  |
| 08    | Conor McCullough      | USA            | 72,40      | 72,05      | 74,31      | 74,31     |
| 09    | Mark Dry              | Großbritannien | 72,13      | 71,24      | 73,87      | 73,87     |
| 10    | Eşref Apak            | Türkei         | 73,01      | x          | x          | 73,01     |
| 11    | Iwan Zichan           | Belarus        | 70,30      | 71,88      | x          | 71,88     |
| 12    | Serghei Marghiev      | Moldau         | x          | 71,61      | 71,45      | 71,61     |
| 13    | Ákos Hudi             | Ungarn         | 71,15      | x          | x          | 71,15     |
| 14    | Javier Cienfuegos     | Spanien        | 69,38      | 68,37      | 70,96      | 70,96     |
| 15    | Roberto Sawyers       | Costa Rica     | x          | 65,53      | 66,64      | 66,64     |

In Qualifikationsgruppe B ausgeschiedene Hammerwerfer:

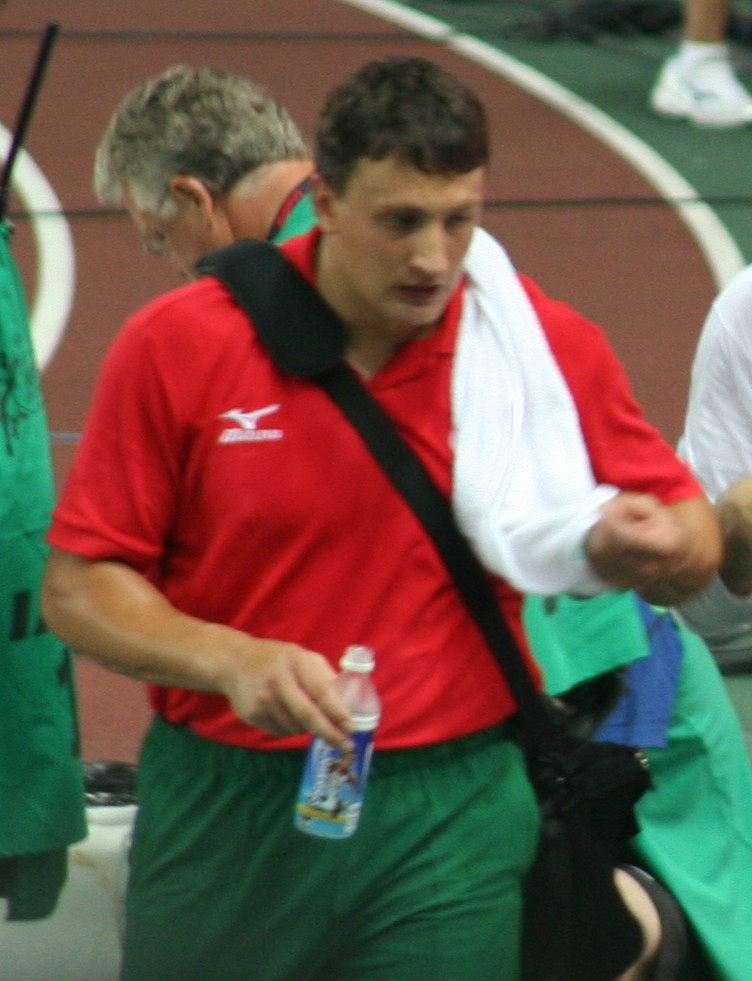
Iwan Zichan – 71,88 m
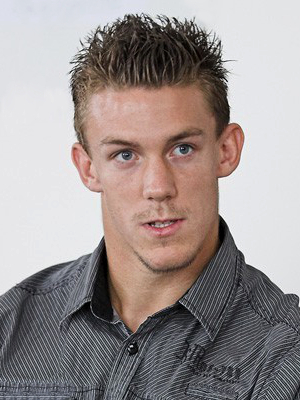
Ákos Hudi – 71,15 m
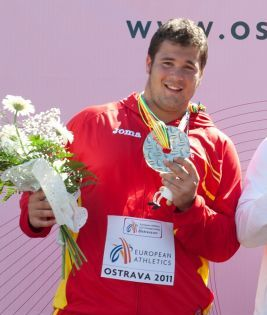
Javier Cienfuegos erreichte mit seinen 70,96 m nicht das Finale

### Finale
23. August 2015, 18:30 Uhr Ortszeit (13:30 Uhr MESZ)
Für den Hammerwurf gab es in erster Linie zwei Favoriten. Der Weltmeister von 2013 und Vizeeuropameister von 2014 Paweł Fajdek aus Polen und der Olympiasieger von 2012, Europameister von 2012 / 2014, Vizeweltmeister von 2011 / 2013 Krisztián Pars aus Ungarn traten mit besten Titel-Aussichten in Peking an. Zum weiteren Favoritenkreis gehörten der WM-Fünfte von 2013 Dilschod Nasarow aus Tadschikistan, der russische EM-Dritte Sergei Litwinow jr. und der slowakische EM-Siebte / WM-Achte von 2013 Marcel Lomnický. Der tschechische WM-Dritte von 2013 und Olympiasechste von 2012 Lukáš Melich war bereits in der Qualifikation ausgeschieden.
Anfangs ließen die großen Weiten erstmal auf sich warten. In den ersten beiden Durchgängen gab es durch Nasarow und Litwinow nur zwei Würfe über die 77-Meter-Marke hinaus. In Runde drei erzielte Fajdek 80,64 m und übernahm damit sehr deutlich die Führung. Dahinter gab es Positionsänderungen, die Weiten hielten sich dabei allerdings weiter in Grenzen, kein Athlet warf weiter als 78 Meter. Nasarow war Zweiter mit 77,61 m, Pars folgte mit 77,32 m vor Litwinow – 77,24 m – und dem Polen Wojciech Nowicki – 77,20 m.
Im ersten Finaldurchgang der besten Acht steigerte sich Fajdek noch einmal auf 80,88 m. Nasarow festigte Position zwei mit 78,06 m und verbesserte diese Weite in Runde fünf weiter auf 78,55 m. Vor dem letzten Durchgang behauptete Pars weiter seinen Bronzerang vor Litwinow und Nowicki. Mit seinem letzten Wurf auf 78,55 m übertraf Wojciech Nowicki dann Krisztián Pars und Sergei Litwinow. Er zog mit Dilschod Nasarow gleich, der allerdings den weiteren zweitbesten Wurf auf seinem Konto hatte und damit die Silbermedaille gewann.
| Platz | Athlet                | Land           | 1. Versuch | 2. Versuch | 3. Versuch | 4. Versuch                             | 5. Versuch                             | 6. Versuch                             | Weite (m) |
| ----- | --------------------- | -------------- | ---------- | ---------- | ---------- | -------------------------------------- | -------------------------------------- | -------------------------------------- | --------- |
|       | Paweł Fajdek          | Polen          | 76,40      | x          | 80,64      | 80,88                                  | 79,34                                  | 78,29                                  | 80,88     |
|       | Dilschod Nasarow      | Tadschikistan  | 76,83      | 77,61      | 76,17      | 78,06                                  | 78,55                                  | 76,60                                  | 78,55     |
|       | Wojciech Nowicki      | Polen          | 76,14      | 76,73      | 77,20      | x                                      | 75,80                                  | 78,55                                  | 78,55     |
| 04    | Krisztián Pars        | Ungarn         | 76,33      | 75,98      | 77,32      | x                                      | 76,40                                  | 77,05                                  | 77,32     |
| 05    | Sergei Litwinow jr.   | Russland       | 70,75      | 77,09      | 77,24      | x                                      | 77,04                                  | x                                      | 77,24 SB  |
| 06    | David Söderberg       | Finnland       | 76,92      | 74,75      | 75,70      | 75,48                                  | 74,32                                  | 75,19                                  | 76,92 SB  |
| 07    | Mostafa el-Gamel      | Ägypten        | 74,70      | 76,25      | 76,81      | x                                      | x                                      | 75,77                                  | 76,81     |
| 08    | Marcel Lomnický       | Slowakei       | 73,71      | 74,36      | 75,62      | 75,79                                  | 75,72                                  | 74,82                                  | 75,79     |
| 09    | Ashraf Amgad el-Seify | Katar          | x          | 72,90      | 74,09      | nicht im Finale der besten acht Werfer | nicht im Finale der besten acht Werfer | nicht im Finale der besten acht Werfer | 74,09     |
| 10    | Tuomas Seppänen       | Finnland       | x          | 71,85      | 73,18      | nicht im Finale der besten acht Werfer | nicht im Finale der besten acht Werfer | nicht im Finale der besten acht Werfer | 73,18     |
| 11    | Nick Miller           | Großbritannien | x          | x          | 72,94      | nicht im Finale der besten acht Werfer | nicht im Finale der besten acht Werfer | nicht im Finale der besten acht Werfer | 72,94     |
| 12    | Roberto Janet         | Kuba           | x          | 72,50      | 71,79      | nicht im Finale der besten acht Werfer | nicht im Finale der besten acht Werfer | nicht im Finale der besten acht Werfer | 72,50     |

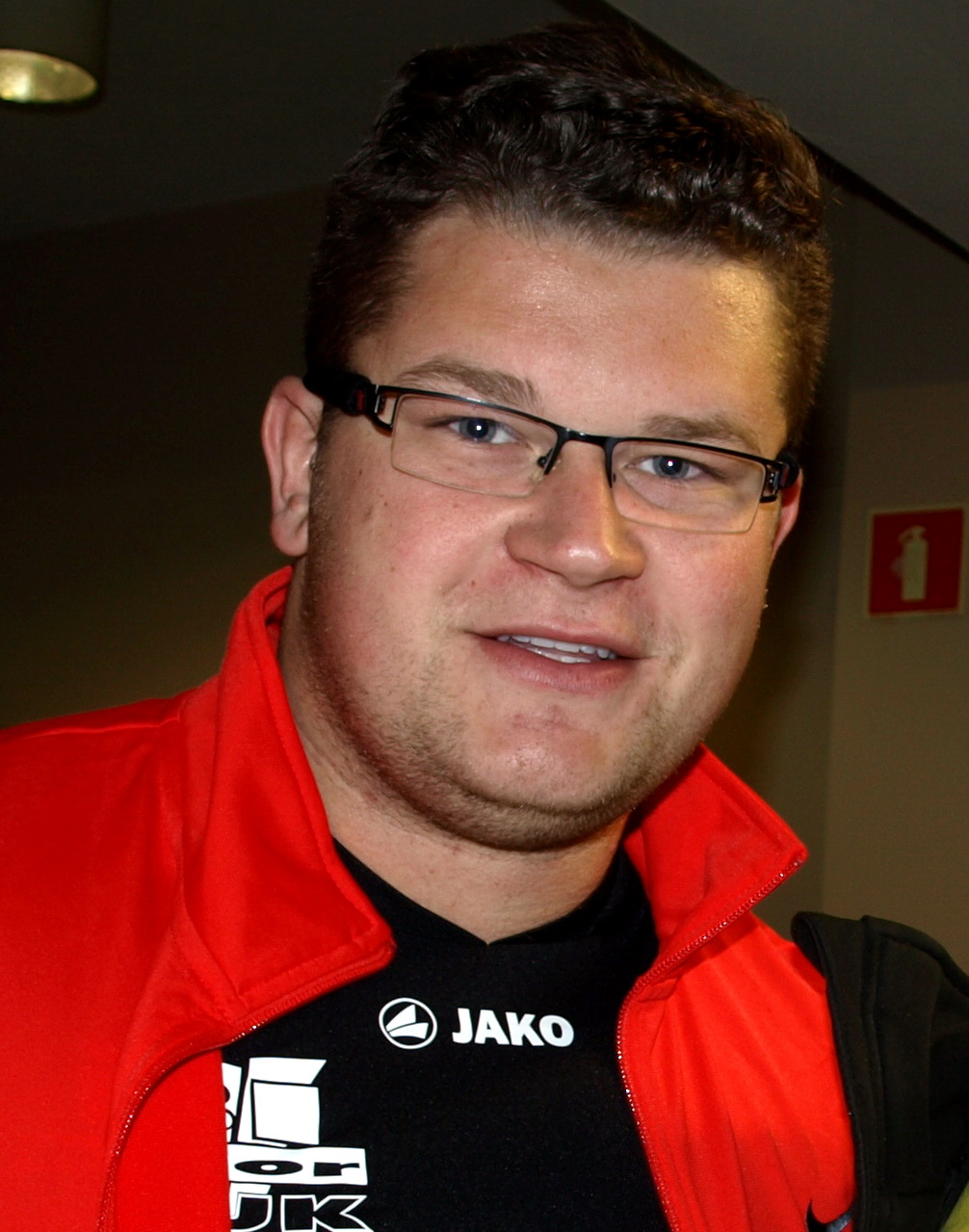
Pawel Fajdek siegte ganz überlegen
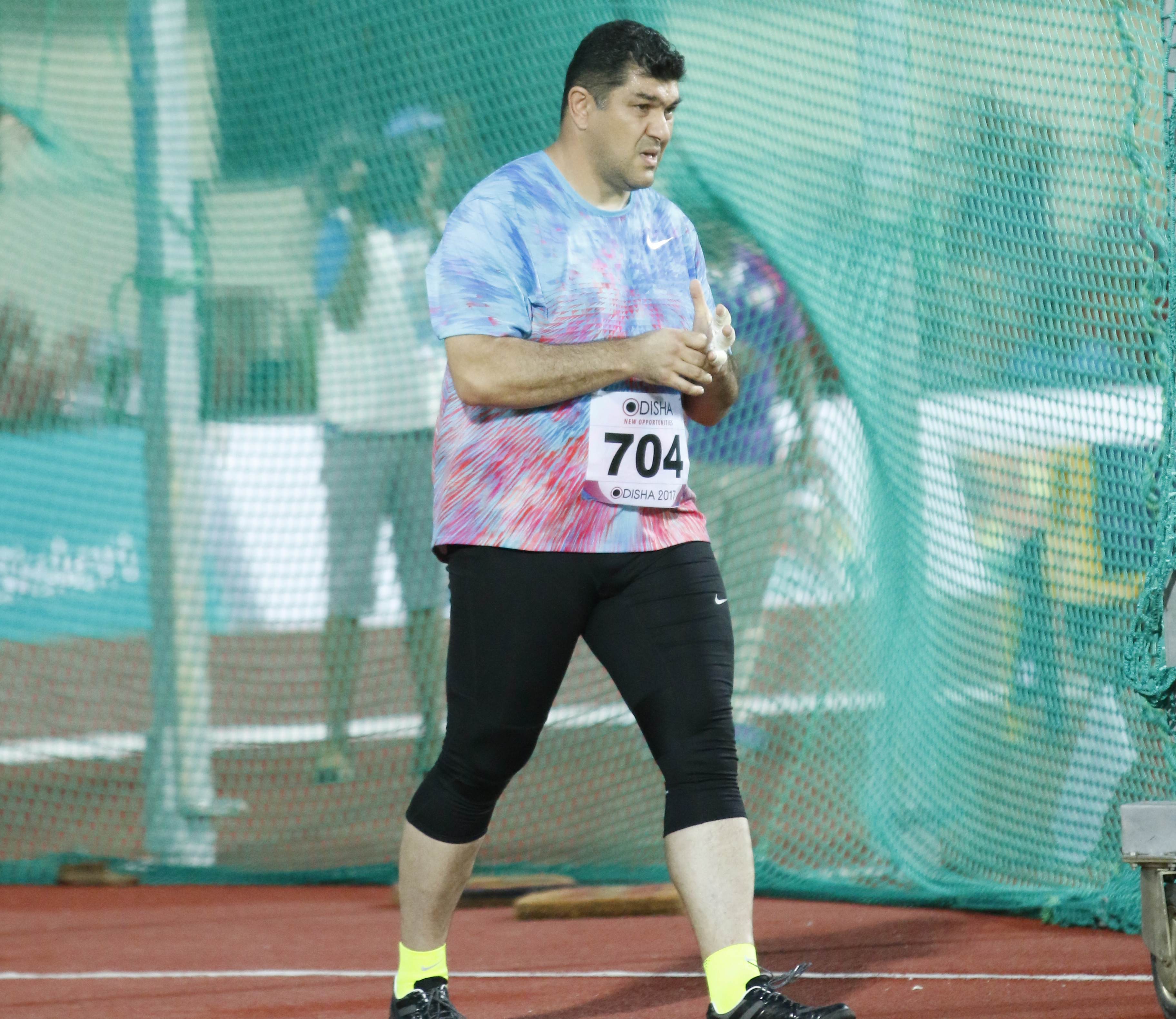
Vizeweltmeister Dilschod Nasarow
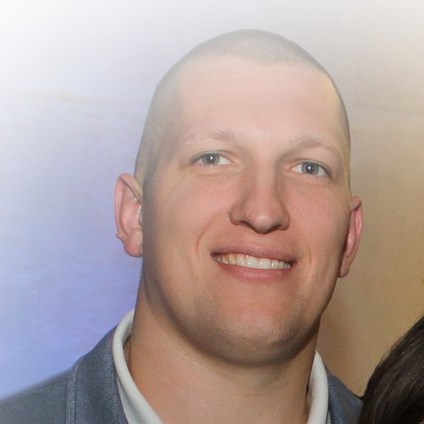
Bronzemedaillengewinner Wojciech Nowicki

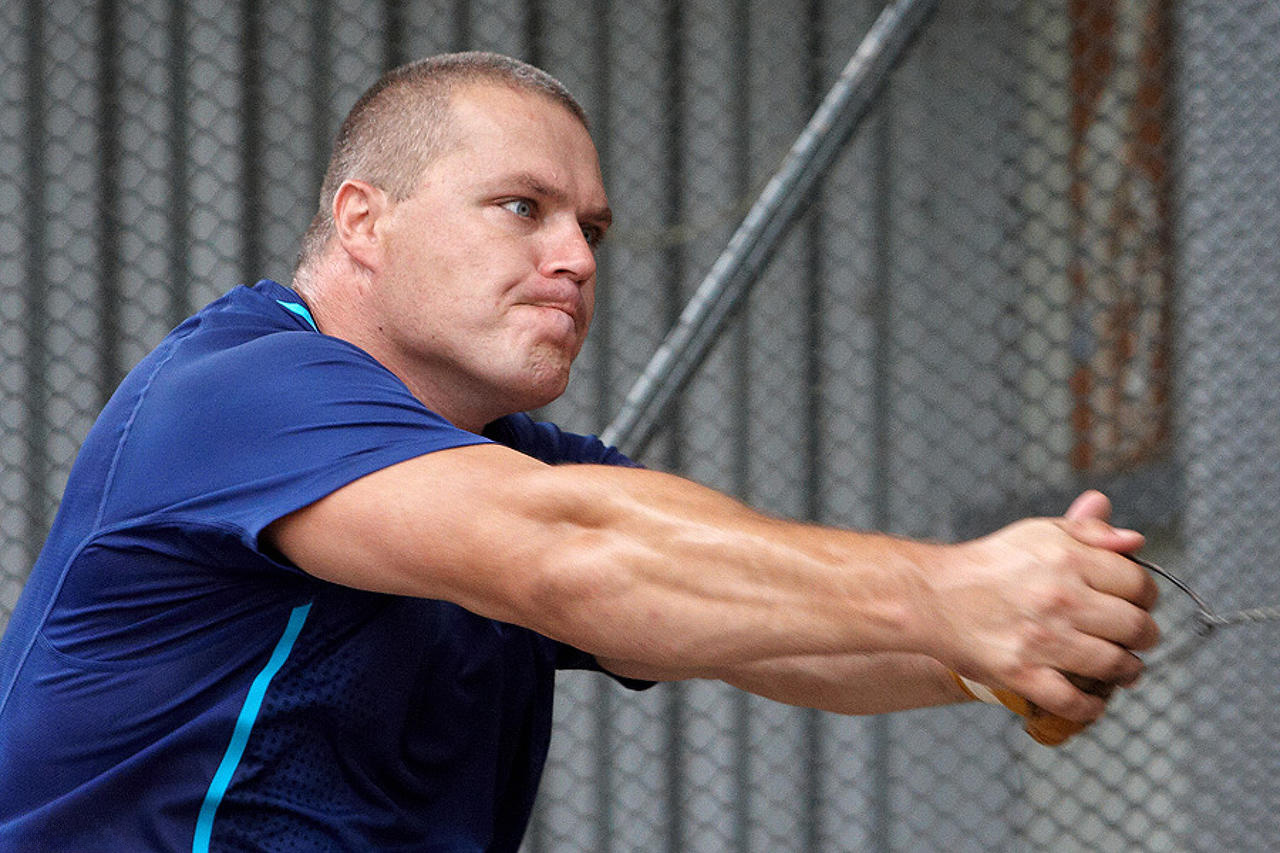
Krisztián Pars wurde Vierter
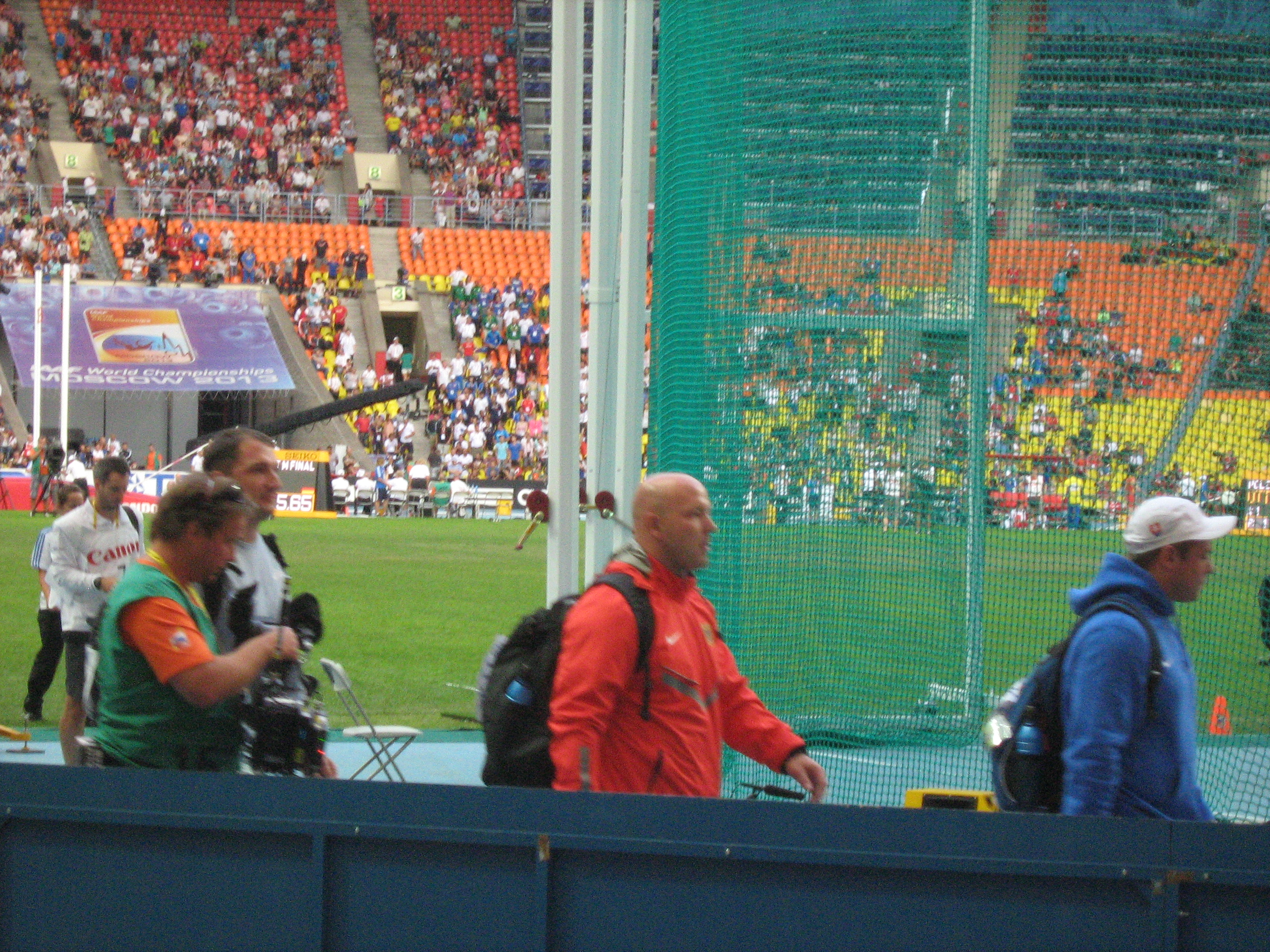
Der Slowake Marcel Lomnický (ganz rechts) kam auf den achten Platz
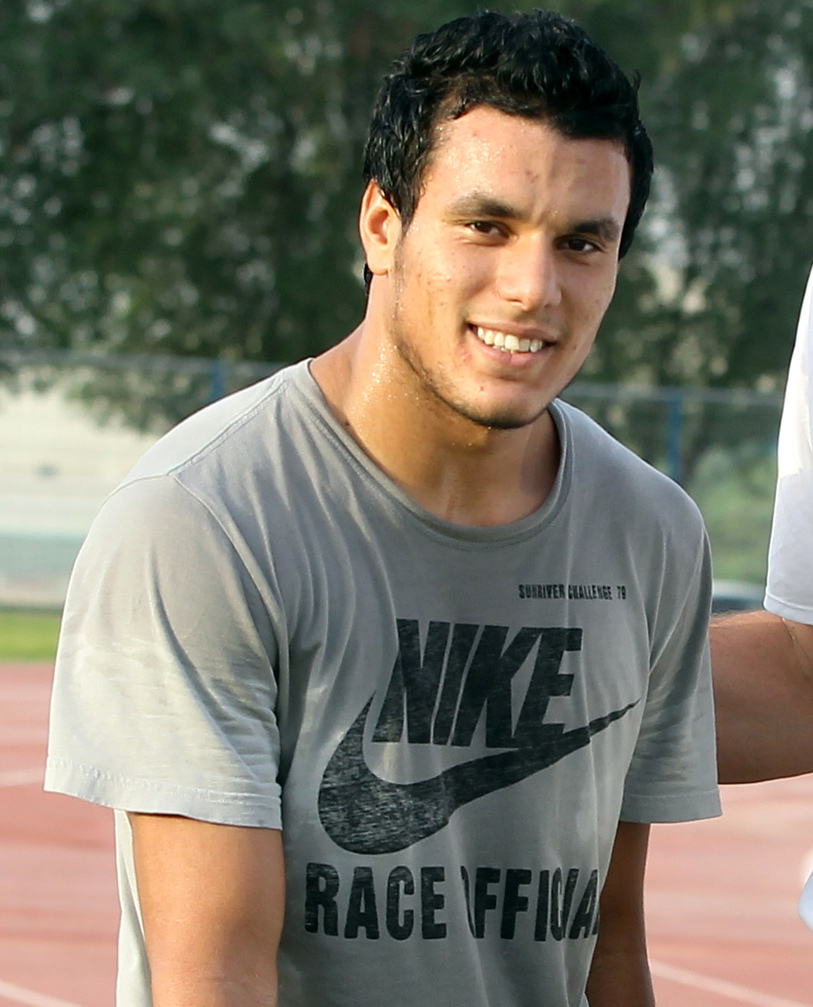
Ashraf Amgad Elseify belegte im Finale Rang neun
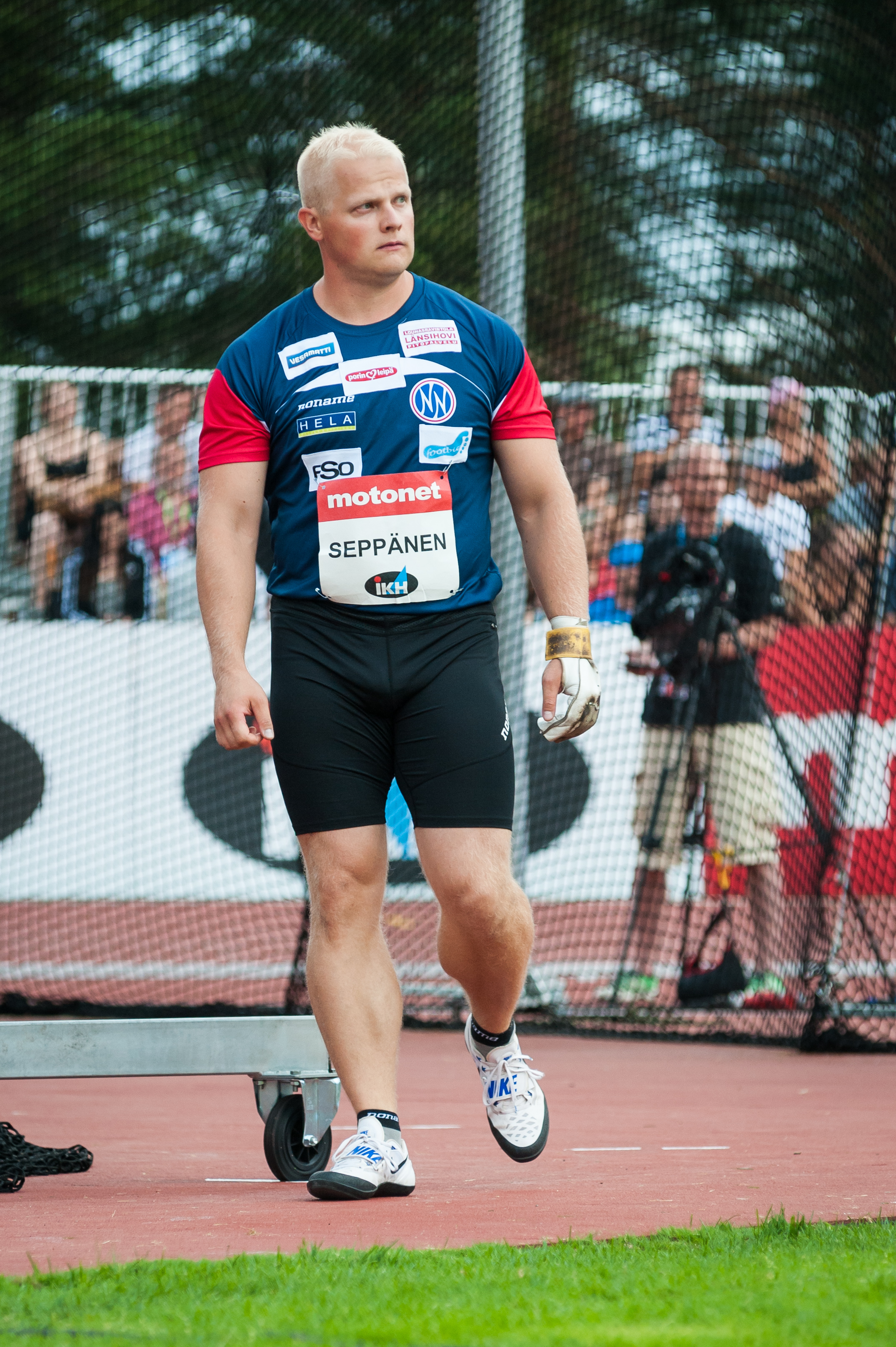
Tuomas Seppänen erreichte den zehnten Platz

## Videolinks
- IAAF Beijing 2015 HTMen-Final, youtube.com, abgerufen am 16. Februar 2021
- The 2015 Beijing World Championships athletics hammer throw final Men, youtube.com, abgerufen am 16. Februar 2021
- Interview Pawel Fajdek, youtube.com, abgerufen am 16. Februar 2021